# Nowy Sącz
Nowy Sącz er en polsk by i voivodskabet Małopolskie.
- beliggenhed: 49°37' N 20°42' E
- befolkning : 85 700 (2001)
- areal: 57 km²
- telefonkode: (+48) 18

## Eksterne links
- Królewskie Wolne Miasto Nowy Sacz  engelsk